# 蔡其潮
蔡其潮（1491年—？），字時信，浙江嘉興府海鹽縣人，民籍，明朝政治人物。

## 生平
嘉靖四年（1525年）乙酉科浙江鄉試第五十四名，嘉靖十四年（1535年）乙未科進士。官河南汝寧府推官。

## 家族
曾祖蔡富，壽官；祖父蔡全；父蔡珙，母徐氏。慈侍下。